# Вайлах
Вайлах (нем. Weilach) — река в Германии, протекает по земле Бавария, её речной индекс — 1346. Площадь бассейна реки составляет 111,46 км², а общая её длина — 24,8 км. Исток реки расположен на высоте 493 метров, а устье — на высоте 407 метров над уровнем моря.
Берёт начало у деревни Волломоос (коммуна Альтомюнстер) и течёт на северо-запад через районы Дахау, Айхах-Фридберг и Нойбург-Шробенхаузен, впадая в реку Пар в городке Шробенхаузен.
Именованными левыми и правыми притоками Вайлаха являются:
| - Хефартер-Бах(нем. Höfarter Bach; 4,27 км) - Рапперцеллер-Бах (нем. Rapperzeller Bach; 4,3 км) - Гахенбах (нем. Gachenbach; 4,22 км) |  | - Альтограбен (нем. Altograben; 3,28 км) - Вильдмоозер-Бах (нем. Wildmooser Bach; 2,92 км) - Флуссграбен (нем. Flussgraben; 2,74 км) - Хольцлендер-Бах (нем. Holzländer Bach; 2,38 км) - Шнелльбах (нем. Schnellbach; 2,31 км) - Вайленбах (нем. Weilenbach; 3,25 км) |